# Plantersville
Plantersville és una població dels Estats Units a l'estat de Mississipi. Segons el cens del 2000 tenia 1.144 habitants.

## Demografia
Segons el cens del 2000, Plantersville tenia 1.144 habitants, 416 habitatges, i 301 famílies. La densitat de població era de 306,7 habitants per km².
Dels 416 habitatges en un 37,3% hi vivien nens de menys de 18 anys, en un 48,6% hi vivien parelles casades, en un 18,3% dones solteres, i en un 27,6% no eren unitats familiars. En el 22,4% dels habitatges hi vivien persones soles el 6,7% de les quals corresponia a persones de 65 anys o més que vivien soles. El nombre mitjà de persones vivint en cada habitatge era de 2,69 i el nombre mitjà de persones que vivien en cada família era de 3,18.
Per edats la població es repartia de la següent manera: un 29,5% tenia menys de 18 anys, un 10,5% entre 18 i 24, un 29,2% entre 25 i 44, un 21% de 45 a 60 i un 9,8% 65 anys o més.
L'edat mediana era de 33 anys. Per cada 100 dones de 18 o més anys hi havia 82,8 homes.
La renda mediana per habitatge era de 26.333 $ i la renda mediana per família de 32.237 $. Els homes tenien una renda mediana de 28.125 $ mentre que les dones 20.069 $. La renda per capita de la població era de 12.852 $. Entorn del 19,9% de les famílies i el 24,2% de la població estaven per davall del llindar de pobresa.

## Poblacions més properes
El següent diagrama mostra les poblacions més properes.